# Deux mélodies (Stravinsky)
Deux mélodies (W11) is een compositie voor mezzosopraan en piano, op tekst van Sergej Gorodetski, gecomponeerd door Igor Stravinsky. De première vond in 1908 plaats tijdens de Avonden voor Hedendaagse Muziek in Sint-Petersburg, met de componist aan de piano. Noch de dichter, noch Rimski-Korsakov waren vleiend over het werk: de eerste vond dat Stravinsky het incidentele langzame klokkengelui beschreven in de tekst had vervormd tot een soort Jingle Bells, de ander vond dat al dat lyrische impressionisme hedendaagse decadentie was, vol mist en nevel maar mager in ideeën.

## Oeuvre
Zie het Oeuvre van Igor Stravinsky voor een volledig overzicht van het werk van Stravinsky.